# Albalat dels Sorells
Albalat dels Sorells település Spanyolországban, Valencia tartományban. Albalat dels Sorells Albuixech, Foios, Valencia, Moncada és Museros községekkel határos. Lakosainak száma 4249 fő (2024).

## Népesség
A település lakosságának változását az alábbi diagram mutatja:
| Lakosok száma | 3445 | 3493 | 3708 | 3849 | 3911 | 3937 | 3900 | 3977 | 4084 | 4249 |
|               | 2001 | 2004 | 2007 | 2009 | 2012 | 2014 | 2017 | 2019 | 2022 | 2024 |